# Lijst van voetbalinterlands Somalië - Swaziland
Deze lijst van voetbalinterlands is een overzicht van alle officiële voetbalwedstrijden tussen de nationale teams van Somalië en Swaziland. De landen speelden tot op heden vier keer tegen elkaar. De eerste ontmoeting, een kwalificatiewedstrijd voor de Afrikaans kampioenschap voetbal 2023, werd gespeeld op 23 maart 2022 in Dar es Salaam (Tanzania). Het laatste duel, een kwalificatiewedstrijd voor de Afrika Cup 2025, vond plaats op 20 maart 2024 in Mbombela (Zuid-Afrika).

## Wedstrijden
| № | Plaats        | Datum         | Competitie                   | Wedstrijd           | Uitslag |
| - | ------------- | ------------- | ---------------------------- | ------------------- | ------- |
| 1 | Dar es Salaam | 23 maart 2022 | Afrika Cup 2023 kwalificatie | Somalië − Swaziland | 0 − 3   |
| 2 | Mbombela      | 27 maart 2022 | Afrika Cup 2023 kwalificatie | Swaziland − Somalië | 2 − 1   |
| 3 | El Jadida     | 20 maart 2024 | Afrika Cup 2025 kwalificatie | Somalië − Swaziland | 0 − 3   |
| 4 | Mbombela      | 26 maart 2024 | Afrika Cup 2025 kwalificatie | Swaziland − Somalië | 2 − 2   |

## Samenvatting
| Competitie              | Totaal gespeeld | Winst Somalië | Gelijk | Winst Swaziland | Doelsaldo Somalië – Swaziland |
| ----------------------- | --------------- | ------------- | ------ | --------------- | ----------------------------- |
| Afrika Cup-kwalificatie | 4               | 0             | 1      | 3               | 3 − 10                        |
| Totaal                  | 4               | 0             | 1      | 3               | 2 − 10                        |

SFF · A-internationals
1970-1979 ·
1980-1989 ·
1990-1999 ·
2000-2009 ·
2010-2019 ·
2020-2029
1972 ·
1973 · 
1974 · 
1975 · 
1976 · 
1977 · 
1978 · 
1979 ·
1980 · 
1981 ·
1982 · 
1983 · 
1984 · 
1985 · 
1986 · 
1987 ·
1988 ·
1989 ·
1990 ·
1991 ·
1992 ·
1993 ·
1994 · 
1995 · 
1996 ·
1997 ·
1998 ·
1999 · 
2000 · 
2001 · 
2002 · 
2003 · 
2004 · 
2005 · 
2006 · 
2007 · 
2008 · 
2009 · 
2010 · 
2011 · 
2012 ·
2013 ·
2014 ·
2015 ·
2016 ·
2017 ·
2018 ·
2019 ·
2020 ·
2021 ·
2022 ·
2023
Algerije ·
Botswana ·
Burundi ·
China ·
Djibouti ·
Egypte ·
Eritrea ·
Ethiopië ·
Ghana ·
Guinee ·
Kameroen ·
Kenia ·
Libanon ·
Malawi ·
Marokko ·
Mauritanië ·
Mozambique ·
Niger ·
Oeganda ·
Oman ·
Rwanda ·
Sierra Leone ·
Soedan ·
Swaziland ·
Tanzania ·
Tunesië ·
Zambia ·
Zimbabwe ·
Zuid-Soedan
NFAS · 
Swazisch vrouwenelftal
1968 · 
1969 · 
1970 · 
1971 · 
1972 · 
1973 · 
1974 · 
1975 · 
1976 · 
1977 · 
1978 · 
1979 · 
1980 · 
1981 · 
1982 · 
1983 · 
1984 · 
1986 · 
1987 · 
1988 · 
1989 · 
1990 · 
1991 · 
1992 · 
1993 · 
1994 · 
1995 · 
1996 · 
1997 · 
1998 · 
1999 · 
2000 · 
2001 · 
2002 · 
2003 · 
2004 · 
2005 · 
2006 · 
2007 · 
2008 · 
2009 · 
2010 · 
2011 · 
2012 · 
2013 · 
2014 ·
2015 ·
2016 ·
2017 ·
2018 ·
2019 ·
2020 ·
2021 ·
2022 ·
2023 ·
2024
Angola ·
Botswana ·
Burkina Faso ·
Comoren ·
Congo-Brazzaville ·
Congo-Kinshasa ·
Djibouti ·
Egypte ·
Eritrea ·
Gabon ·
Ghana ·
Guinee ·
Guinee-Bissau ·
Kaapverdië ·
Kameroen ·
Kenia ·
Lesotho ·
Libië ·
Madagaskar ·
Malawi ·
Mali ·
Mauritius ·
Mozambique ·
Namibië ·
Niger ·
Nigeria ·
Senegal ·
Seychellen ·
Sierra Leone ·
Soedan ·
Somalië ·
Tanzania ·
Togo ·
Tunesië ·
Zambia ·
Zimbabwe ·
Zuid-Afrika